# آناکسیماندروس ۶۰۰۶
سیارک ۶۰۰۶ (به انگلیسی: 6006 Anaximandros، نامگذاری:1989GB4) شش هزار و ششمین سیارک کشف شده‌است که در ۳ آوریل ۱۹۸۹ کشف شد.
قدر مطلق سیارک برابر ۱۲٫۳۰ است.